# Szlovákia a 2022. évi téli olimpiai játékokon
Szlovákia a kínai Pekingben megrendezett 2022. évi téli olimpiai játékok egyik részt vevő nemzete volt. Az országot az olimpián 7 sportágban 50 sportoló képviselte, akik összesen 2 érmet szereztek.

## Érmesek
| Érem  | Versenyző | Sportág   | Versenyszám    |
| ----- | --- | --------- | -------------- |
| Arany | Petra Vlhová | Alpesisí  | Női műlesiklás |
| Bronz | Nemzeti válogatott Branislav Konrád Patrik Rybár Matej Tomek Michal Čajkovský Peter Čerešňák Marek Ďaloga Martin Gernát Samuel Kňažko Martin Marinčin Šimon Nemec Mislav Rosandić Peter Cehlárik Marko Daňo Adrián Holešinský Marek Hrivík Libor Hudáček Tomáš Jurčo Miloš Kelemen Michal Krištof Kristián Pospíšil Pavol Regenda Miloš Roman Juraj Slafkovský Samuel Takáč Peter Zuzin | Jégkorong | Férfi          |

## Alpesisí
Férfi
| Versenyző     | Versenyszám      | 1. futam | 1. futam | 2. futam      | 2. futam      | Összesítés | Összesítés |
| Versenyző     | Versenyszám      | Idő      | Hely.    | Idő           | Hely.         | Idő        | Helyezés   |
| ------------- | ---------------- | -------- | -------- | ------------- | ------------- | ---------- | ---------- |
| Adam Žampa    | Műlesiklás       | 57,76    | 32.      | 53,25         | 25.           | 1:51,01    | 25.        |
| Adam Žampa    | Óriás-műlesiklás | 1:05,86  | 21.      | 1:08,05       | 16.           | 2:14,31    | 15.        |
| Andreas Žampa | Műlesiklás       | 58,06    | 33.      | nem ért célba | nem ért célba | kiesett    | kiesett    |
| Andreas Žampa | Óriás-műlesiklás | 1:06,15  | 23.      | 1:08,16       | 17.           | 2:14,31    | 16.        |

Női
| Versenyző      | Versenyszám            | 1. futam      | 1. futam      | 2. futam      | 2. futam      | Összesítés | Összesítés               |
| Versenyző      | Versenyszám            | Idő           | Hely.         | Idő           | Hely.         | Idő        | Helyezés                 |
| -------------- | ---------------------- | ------------- | ------------- | ------------- | ------------- | ---------- | ------------------------ |
| Petra Hromcová | Szuperóriás-műlesiklás |               |               |               |               | 1:20,11    | 38.                      |
| Rebeka Jančová | Óriás-műlesiklás       | 1:06,56       | 48.           | nem ért célba | nem ért célba | kiesett    | kiesett                  |
| Rebeka Jančová | Műlesiklás             | nem ért célba | nem ért célba | kiesett       | kiesett       | kiesett    | kiesett                  |
| Rebeka Jančová | Szuperóriás-műlesiklás |               |               |               |               | 1:20,18    | 39.                      |
| Petra Vlhová   | Óriás-műlesiklás       | 59,34         | 13.           | 58,81         | 16.           | 1:58,15    | 14.                      |
| Petra Vlhová   | Műlesiklás             | 52,89         | 8.            | 52,09         | 1.            | 1:44,98    | 1. helyezett, aranyérmes |

Vegyes
| Versenyző                                              | Versenyszám | Nyolcaddöntő                   | Negyeddöntő       | Elődöntő          | Döntő             | Helyezés |
| Versenyző                                              | Versenyszám | Ellenfél Eredmény              | Ellenfél Eredmény | Ellenfél Eredmény | Ellenfél Eredmény | Helyezés |
| ------------------------------------------------------ | ----------- | ------------------------------ | ----------------- | ----------------- | ----------------- | -------- |
| Adam Žampa Andreas Žampa Petra Hromcová Rebeka Jančová | Vegyes      | Egyesült Államok (USA) · V 1–3 | kiesett           | kiesett           | kiesett           | 12.      |

## Biatlon
Férfi
| Versenyző                                             | Versenyszám            | Időeredmény | Lövőhiba    | Helyezés |
| ----------------------------------------------------- | ---------------------- | ----------- | ----------- | -------- |
| Šimon Bartko                                          | 10 km sprint           | 26:58,8     | 3 (2+1)     | 65.      |
| Šimon Bartko                                          | 20 km egyéni indításos | 59:47,8     | 7 (2+3+1+1) | 88.      |
| Tomáš Sklenárik                                       | 10 km sprint           | 27:46,3     | 3 (1+2)     | 87.      |
| Tomáš Sklenárik                                       | 20 km egyéni indításos | 58:08,1     | 5 (2+2+1+0) | 80.      |
| Matej Baloga                                          | 10 km sprint           | 27:41,3     | 1 (0+1)     | 85.      |
| Matej Baloga                                          | 20 km egyéni indításos | 58:47,1     | 4 (0+1+1+2) | 84.      |
| Michal Šíma                                           | 10 km sprint           | 27:02,3     | 1 (1+0)     | 68.      |
| Michal Šíma                                           | 20 km egyéni indításos | 54:09,0     | 2 (0+1+0+1) | 43.      |
| Šimon Bartko Tomáš Sklenárik Matej Baloga Michal Šíma | 4 × 7,5 km váltó       | lekörözték  | lekörözték  | 21.      |

Női
| Versenyző                                                                | Versenyszám            | Időeredmény | Lövőhiba    | Helyezés |
| ------------------------------------------------------------------------ | ---------------------- | ----------- | ----------- | -------- |
| Ivona Fialková                                                           | 15 km egyéni indításos | 49:54,2     | 6 (0+4+1+1) | 46.      |
| Ivona Fialková                                                           | 7,5 km sprint          | 23:11,8     | 4 (1+3)     | 41.      |
| Ivona Fialková                                                           | 10 km üldözőverseny    | 40:06,3     | 7 (0+4+1+2) | 36.      |
| Paulína Fialková                                                         | 15 km egyéni indításos | 49:10,7     | 4 (0+2+1+1) | 42.      |
| Paulína Fialková                                                         | 7,5 km sprint          | 22:12,0     | 1 (0+1)     | 14.      |
| Paulína Fialková                                                         | 10 km üldözőverseny    | 37:25,7     | 2 (0+2+0+0) | 10.      |
| Paulína Fialková                                                         | 12,5 km tömegrajtos    | 44:04,8     | 8 (0+3+1+4) | 26.      |
| Henrieta Horvátová                                                       | 15 km egyéni indításos | 52:16,1     | 3 (0+1+1+1) | 68.      |
| Henrieta Horvátová                                                       | 7,5 km sprint          | 24:20,7     | 1 (1+0)     | 72.      |
| Veronika Machyniaková                                                    | 15 km egyéni indításos | 55:21,7     | 5 (1+2+0+2) | 83.      |
| Veronika Machyniaková                                                    | 7,5 km sprint          | 26:13,2     | 3 (2+1)     | 88.      |
| Paulína Fialková Veronika Machyniaková Henrieta Horvátová Ivona Fialková | 4 × 6 km váltó         | lekörözték  | lekörözték  | 19.      |

Vegyes
| Versenyző                                                   | Versenyszám  | Időeredmény | Lövőhiba | Helyezés |
| ----------------------------------------------------------- | ------------ | ----------- | -------- | -------- |
| Ivona Fialková Paulína Fialková Michal Šíma Tomáš Sklenárik | Vegyes váltó | lekörözték  | 9+13     | 17.      |

## Bob
Női
| Versenyző          | Versenyszám | 1. futam | 1. futam | 2. futam | 2. futam | 3. futam | 3. futam | 4. futam | 4. futam | Összesítés | Összesítés |
| Versenyző          | Versenyszám | Idő      | Hely.    | Idő      | Hely.    | Idő      | Hely.    | Idő      | Hely.    | Idő        | Helyezés   |
| ------------------ | ----------- | -------- | -------- | -------- | -------- | -------- | -------- | -------- | -------- | ---------- | ---------- |
| Viktória Čerňanská | Mono        | 1:05,75  | 12.      | 1:06,41  | 15.      | 1:06,62  | 18.      | 1:06,47  | 15.      | 4:25,25    | 17.        |

## Jégkorong

### Férfi
- Szövetségi kapitány:  Craig Ramsay

| Szlovák nemzeti férfi jégkorongcsapat-játékoskeret | Szlovák nemzeti férfi jégkorongcsapat-játékoskeret | Szlovák nemzeti férfi jégkorongcsapat-játékoskeret | Szlovák nemzeti férfi jégkorongcsapat-játékoskeret | Szlovák nemzeti férfi jégkorongcsapat-játékoskeret | Szlovák nemzeti férfi jégkorongcsapat-játékoskeret | Szlovák nemzeti férfi jégkorongcsapat-játékoskeret | Szlovák nemzeti férfi jégkorongcsapat-játékoskeret |
| #                                                  | Poszt                                              | Név                                                | Magasság                                           | Súly                                               | Születési idő                                      | Klub az olimpia idején                             |                                                    |
| -------------------------------------------------- | -------------------------------------------------- | -------------------------------------------------- | -------------------------------------------------- | -------------------------------------------------- | -------------------------------------------------- | -------------------------------------------------- | -------------------------------------------------- |
| 5                                                  | D                                                  | Šimon Nemec                                        | 1,83 m (6 ft 0 in)                                 | 85 kg (187 lb)                                     | 2004. február 15.                                  | HK Nitra                                           |                                                    |
| 12                                                 | F                                                  | Miloš Kelemen                                      | 1,88 m (6 ft 2 in)                                 | 96 kg (212 lb)                                     | 1999. július 6.                                    | Mladá Boleslav                                     |                                                    |
| 13                                                 | F                                                  | Tomáš Jurčo                                        | 1,88 m (6 ft 2 in)                                 | 85 kg (187 lb)                                     | 1992. december 28.                                 | Barys Nur-Sultan                                   |                                                    |
| 14                                                 | D                                                  | Peter Čerešňák                                     | 1,91 m (6 ft 3 in)                                 | 95 kg (209 lb)                                     | 1993. január 26.                                   | HC Plzeň                                           |                                                    |
| 19                                                 | F                                                  | Michal Krištof                                     | 1,75 m (5 ft 9 in)                                 | 74 kg (163 lb)                                     | 1993. október 11.                                  | Kometa Brno                                        |                                                    |
| 20                                                 | F                                                  | Juraj Slafkovský                                   | 1,92 m (6 ft 4 in)                                 | 99 kg (218 lb)                                     | 2004. március 30.                                  | HC TPS                                             |                                                    |
| 22                                                 | D                                                  | Samuel Kňažko                                      | 1,86 m (6 ft 1 in)                                 | 87 kg (192 lb)                                     | 2002. augusztus 7.                                 | Seattle Thunderbirds                               |                                                    |
| 24                                                 | G                                                  | Patrik Rybár                                       | 1,90 m (6 ft 3 in)                                 | 86 kg (190 lb)                                     | 1993. november 9.                                  | Dinamo Minsk                                       |                                                    |
| 25                                                 | F                                                  | Peter Zuzin                                        | 1,82 m (6 ft 0 in)                                 | 81 kg (179 lb)                                     | 1990. szeptember 4.                                | HKM Zvolen                                         |                                                    |
| 27                                                 | F                                                  | Marek Hrivík                                       | 1,85 m (6 ft 1 in)                                 | 93 kg (205 lb)                                     | 1991. augusztus 28.                                | Torpedo Nizhny Novgorod                            |                                                    |
| 28                                                 | D                                                  | Martin Gernát                                      | 1,93 m (6 ft 4 in)                                 | 94 kg (207 lb)                                     | 1993. április 11.                                  | Lausanne HC                                        |                                                    |
| 30                                                 | G                                                  | Matej Tomek                                        | 1,91 m (6 ft 3 in)                                 | 82 kg (181 lb)                                     | 1997. május 24.                                    | Kometa Brno                                        |                                                    |
| 34                                                 | F                                                  | Peter Cehlárik                                     | 1,88 m (6 ft 2 in)                                 | 93 kg (205 lb)                                     | 1995. augusztus 2.                                 | Avangard Omsk                                      |                                                    |
| 40                                                 | F                                                  | Miloš Roman                                        | 1,81 m (5 ft 11 in)                                | 87 kg (192 lb)                                     | 1999. november 6.                                  | Oceláři Třinec                                     |                                                    |
| 42                                                 | G                                                  | Branislav Konrád                                   | 1,88 m (6 ft 2 in)                                 | 88 kg (194 lb)                                     | 1987. október 10.                                  | HC Olomouc                                         |                                                    |
| 44                                                 | D                                                  | Mislav Rosandić                                    | 1,81 m (5 ft 11 in)                                | 85 kg (187 lb)                                     | 1995. január 26.                                   | Bílí Tygři Liberec                                 |                                                    |
| 49                                                 | F                                                  | Samuel Takáč                                       | 1,84 m (6 ft 0 in)                                 | 92 kg (203 lb)                                     | 1991. december 3.                                  | Slovan Bratislava                                  |                                                    |
| 52                                                 | D                                                  | Martin Marinčin                                    | 1,92 m (6 ft 4 in)                                 | 95 kg (209 lb)                                     | 1992. február 18.                                  | Oceláři Třinec                                     |                                                    |
| 56                                                 | F                                                  | Marko Daňo                                         | 1,82 m (6 ft 0 in)                                 | 96 kg (212 lb)                                     | 1994. november 30.                                 | Oceláři Třinec                                     |                                                    |
| 65                                                 | D                                                  | Michal Čajkovský                                   | 1,92 m (6 ft 4 in)                                 | 105 kg (231 lb)                                    | 1992. május 6.                                     | Sibir Novosibirsk                                  |                                                    |
| 71                                                 | D                                                  | Marek Ďaloga                                       | 1,93 m (6 ft 4 in)                                 | 90 kg (200 lb)                                     | 1989. március 10.                                  | Kometa Brno                                        |                                                    |
| 79                                                 | F                                                  | Libor Hudáček                                      | 1,77 m (5 ft 10 in)                                | 80 kg (180 lb)                                     | 1990. szeptember 7.                                | Dinamo Minsk                                       |                                                    |
| 87                                                 | F                                                  | Pavol Regenda                                      | 1,92 m (6 ft 4 in)                                 | 93 kg (205 lb)                                     | 1999. december 7.                                  | HK Dukla Michalovce                                |                                                    |
| 88                                                 | F                                                  | Kristián Pospíšil                                  | 1,87 m (6 ft 2 in)                                 | 88 kg (194 lb)                                     | 1996. április 22.                                  | HC Davos                                           |                                                    |
| 89                                                 | F                                                  | Adrián Holešinský                                  | 1,82 m (6 ft 0 in)                                 | 85 kg (187 lb)                                     | 1996. február 11.                                  | HK Nitra                                           |                                                    |

Csoportkör
C csoport
| Hely. | Csapat           | M | Gy | HGy | HV | V | G+ | G– | Gk | P | Továbbjutás                       |
| ----- | ---------------- | - | -- | --- | -- | - | -- | -- | -- | - | --------------------------------- |
| 1.    | Finnország (FIN) | 3 | 2  | 1   | 0  | 0 | 13 | 6  | +7 | 8 | Továbbjutott a negyeddöntőbe      |
| 2.    | Svédország (SWE) | 3 | 2  | 0   | 1  | 0 | 10 | 7  | +3 | 7 | Továbbjutott a negyeddöntőbe      |
| 3.    | Szlovákia (SVK)  | 3 | 1  | 0   | 0  | 2 | 8  | 12 | −4 | 3 | A negyeddöntőbe jutásért játszott |
| 4.    | Lettország (LAT) | 3 | 0  | 0   | 0  | 3 | 5  | 11 | −6 | 0 | A negyeddöntőbe jutásért játszott |

| 2022. február 10. 16:40 (9:40) | Finnország (FIN) | 6–2 (3–1, 1–1, 2–0) | Szlovákia (SVK) | Beijing National Indoor Stadium, Peking Nézőszám: 929 |

| Jegyzőkönyv | Jegyzőkönyv  | Jegyzőkönyv                            | Jegyzőkönyv      | Jegyzőkönyv                                                                              |
| --- | ------------ | -------------------------------------- | ---------------- | ---------------------------------------------------------------------------------------- |
| | Harri Säteri | Kapusok                                | Branislav Konrád | Játékvezetők: Stephen Reneau Jevgenyij Romaszko Vonalbírók: David Obwegeser Brian Oliver |
| \| \| 0–1 \| 05:33 – Slafkovský (Milos) \| \| Manninen (Hartikainen, Pokka) – 10:17 \| 1–1 \| \| \| Pesonen (Aaltonen, Filppula) – 14:22 (PP) \| 2–1 \| \| \| Aaltonen (Nättinen) – 18:20 \| 3–1 \| \| \| Manninen (Granlund, Lehtonen) – 29:28 \| 4–1 \| \| \| \| 4–2 \| 31:49 – Slafkovský (Čerešňák, Regenda) \| \| Manninen (Hartikainen) – 40:16 \| 5–2 \| \| \| Aaltonen (Ojamäki, Vatanen) (PP) – 54:57 \| 6–2 \| \| |              |                                        |                  | Játékvezetők: Stephen Reneau Jevgenyij Romaszko Vonalbírók: David Obwegeser Brian Oliver |
| 10 perc | Büntetések   | 6 perc                                 |                  | Játékvezetők: Stephen Reneau Jevgenyij Romaszko Vonalbírók: David Obwegeser Brian Oliver |
| 30 | Lövések      | 33                                     |                  | Játékvezetők: Stephen Reneau Jevgenyij Romaszko Vonalbírók: David Obwegeser Brian Oliver |
| | 0–1          | 05:33 – Slafkovský (Milos)             |                  | Játékvezetők: Stephen Reneau Jevgenyij Romaszko Vonalbírók: David Obwegeser Brian Oliver |
| Manninen (Hartikainen, Pokka) – 10:17 | 1–1          |                                        |                  | Játékvezetők: Stephen Reneau Jevgenyij Romaszko Vonalbírók: David Obwegeser Brian Oliver |
| Pesonen (Aaltonen, Filppula) – 14:22 (PP) | 2–1          |                                        |                  | Játékvezetők: Stephen Reneau Jevgenyij Romaszko Vonalbírók: David Obwegeser Brian Oliver |
| Aaltonen (Nättinen) – 18:20 | 3–1          |                                        |                  |                                                                                          |
| Manninen (Granlund, Lehtonen) – 29:28 | 4–1          |                                        |                  |                                                                                          |
| | 4–2          | 31:49 – Slafkovský (Čerešňák, Regenda) |                  |                                                                                          |
| Manninen (Hartikainen) – 40:16 | 5–2          |                                        |                  |                                                                                          |
| Aaltonen (Ojamäki, Vatanen) (PP) – 54:57 | 6–2          |                                        |                  |                                                                                          |

| 2022. február 11. 16:40 (9:40) | Svédország (SWE) | 4–1 (3–0, 0–0, 1–1) | Szlovákia (SVK) | Beijing National Indoor Stadium, Peking Nézőszám: 653 |

| Jegyzőkönyv | Jegyzőkönyv     | Jegyzőkönyv                | Jegyzőkönyv | Jegyzőkönyv                                                                              |
| --- | --------------- | -------------------------- | ----------- | ---------------------------------------------------------------------------------------- |
| | Magnus Hellberg | Kapusok                    | Matej Tomek | Játékvezetők: Jevgenyij Romaszko André Schrader Vonalbírók: David Obwegeser Brian Oliver |
| \| Nordström (Bengtsson, Friberg) – 11:22 \| 1–0 \| \| \| Wallmark (Pudas, Tömmernes) (PP2) – 18:10 \| 2–0 \| \| \| Friberg (Holm, Nordström) – 19:55 \| 3–0 \| \| \| Klingberg (Lander, Bromé) (ENG) – 57:44 \| 4–0 \| \| \| \| 4–1 \| 58:18 – Slafkovský (Nemec) \| |                 |                            |             | Játékvezetők: Jevgenyij Romaszko André Schrader Vonalbírók: David Obwegeser Brian Oliver |
| 12 perc | Büntetések      | 12 perc                    |             | Játékvezetők: Jevgenyij Romaszko André Schrader Vonalbírók: David Obwegeser Brian Oliver |
| 29 | Lövések         | 41                         |             | Játékvezetők: Jevgenyij Romaszko André Schrader Vonalbírók: David Obwegeser Brian Oliver |
| Nordström (Bengtsson, Friberg) – 11:22 | 1–0             |                            |             | Játékvezetők: Jevgenyij Romaszko André Schrader Vonalbírók: David Obwegeser Brian Oliver |
| Wallmark (Pudas, Tömmernes) (PP2) – 18:10 | 2–0             |                            |             | Játékvezetők: Jevgenyij Romaszko André Schrader Vonalbírók: David Obwegeser Brian Oliver |
| Friberg (Holm, Nordström) – 19:55 | 3–0             |                            |             | Játékvezetők: Jevgenyij Romaszko André Schrader Vonalbírók: David Obwegeser Brian Oliver |
| Klingberg (Lander, Bromé) (ENG) – 57:44 | 4–0             |                            |             |                                                                                          |
| | 4–1             | 58:18 – Slafkovský (Nemec) |             |                                                                                          |

| 2022. február 13. 12:10 (5:10) | Szlovákia (SVK) | 5–2 (1–1, 2–0, 2–1) | Lettország (LAT) | Beijing National Indoor Stadium, Peking Nézőszám: 943 |

| Jegyzőkönyv | Jegyzőkönyv  | Jegyzőkönyv                          | Jegyzőkönyv   | Jegyzőkönyv                                                                      |
| --- | ------------ | ------------------------------------ | ------------- | -------------------------------------------------------------------------------- |
| | Patrik Rybár | Kapusok                              | Jānis Kalniņš | Játékvezetők: Oliver Gouin Mikael Nord Vonalbírók: Ludvig Lundgren Dmitrij Sislo |
| \| Marinčin (Jurčo, Hudáček) – 11:00 \| 1–0 \| \| \| \| 1–1 \| 15:46 – Ķēniņš (Ābols, Krastenbergs) \| \| Cehlárik (Hrivík, Takáč) – 26:17 \| 2–1 \| \| \| Slafkovský – 31:16 \| 3–1 \| \| \| \| 3–2 \| 42:07 – Indrašis (Meija, Cibuļskis) \| \| Zuzin (Kelemen, Čerešňák) – 49:21 \| 4–2 \| \| \| Jurčo (ENG) – 59:59 \| 5–2 \| \| |              |                                      |               | Játékvezetők: Oliver Gouin Mikael Nord Vonalbírók: Ludvig Lundgren Dmitrij Sislo |
| 4 perc | Büntetések   | 2 perc                               |               | Játékvezetők: Oliver Gouin Mikael Nord Vonalbírók: Ludvig Lundgren Dmitrij Sislo |
| 33 | Lövések      | 20                                   |               | Játékvezetők: Oliver Gouin Mikael Nord Vonalbírók: Ludvig Lundgren Dmitrij Sislo |
| Marinčin (Jurčo, Hudáček) – 11:00 | 1–0          |                                      |               | Játékvezetők: Oliver Gouin Mikael Nord Vonalbírók: Ludvig Lundgren Dmitrij Sislo |
| | 1–1          | 15:46 – Ķēniņš (Ābols, Krastenbergs) |               | Játékvezetők: Oliver Gouin Mikael Nord Vonalbírók: Ludvig Lundgren Dmitrij Sislo |
| Cehlárik (Hrivík, Takáč) – 26:17 | 2–1          |                                      |               | Játékvezetők: Oliver Gouin Mikael Nord Vonalbírók: Ludvig Lundgren Dmitrij Sislo |
| Slafkovský – 31:16 | 3–1          |                                      |               |                                                                                  |
| | 3–2          | 42:07 – Indrašis (Meija, Cibuļskis)  |               |                                                                                  |
| Zuzin (Kelemen, Čerešňák) – 49:21 | 4–2          |                                      |               |                                                                                  |
| Jurčo (ENG) – 59:59 | 5–2          |                                      |               |                                                                                  |

Rájátszás a negyeddöntőért
| 2022. február 15. 12:10 (5:10) | Szlovákia (SVK) | 4–0 (1–0, 2–0, 1–0) | Németország (GER) | Beijing National Indoor Stadium, Peking Nézőszám: 926 |

| Jegyzőkönyv | Jegyzőkönyv  | Jegyzőkönyv | Jegyzőkönyv          | Jegyzőkönyv                                                                      |
| --- | ------------ | ----------- | -------------------- | -------------------------------------------------------------------------------- |
| | Patrik Rybár | Kapusok     | Mathias Niederberger | Játékvezetők: Tobias Björk Mikael Nord Vonalbírók: Gleb Lazarev Lauri Nikulainen |
| \| Hudáček (Pospíšil, Gernát) – 11:05 \| 1–0 \| \| \| Cehlárik (Gernát, Hrivík) – 27:01 \| 2–0 \| \| \| Krištof (Kňažko, Čerešňák) – 28:45 \| 3–0 \| \| \| Hrivík (Cehlárik, Takáč) (ENG) – 57:56 \| 4–0 \| \| |              |             |                      | Játékvezetők: Tobias Björk Mikael Nord Vonalbírók: Gleb Lazarev Lauri Nikulainen |
| 8 perc | Büntetések   | 33 perc     |                      | Játékvezetők: Tobias Björk Mikael Nord Vonalbírók: Gleb Lazarev Lauri Nikulainen |
| 34 | Lövések      | 21          |                      | Játékvezetők: Tobias Björk Mikael Nord Vonalbírók: Gleb Lazarev Lauri Nikulainen |
| Hudáček (Pospíšil, Gernát) – 11:05 | 1–0          |             |                      | Játékvezetők: Tobias Björk Mikael Nord Vonalbírók: Gleb Lazarev Lauri Nikulainen |
| Cehlárik (Gernát, Hrivík) – 27:01 | 2–0          |             |                      | Játékvezetők: Tobias Björk Mikael Nord Vonalbírók: Gleb Lazarev Lauri Nikulainen |
| Krištof (Kňažko, Čerešňák) – 28:45 | 3–0          |             |                      | Játékvezetők: Tobias Björk Mikael Nord Vonalbírók: Gleb Lazarev Lauri Nikulainen |
| Hrivík (Cehlárik, Takáč) (ENG) – 57:56 | 4–0          |             |                      |                                                                                  |

Negyeddöntő
| 2022. február 16. 12:10 (5:10) | Egyesült Államok (USA) | 2–3 (sz.) (1–1, 1–0, 0–1) (h.u.: 0–0) (sz.: 0–1) | Szlovákia (SVK) | Beijing National Indoor Stadium, Peking Nézőszám: 1059 |

| Jegyzőkönyv | Jegyzőkönyv  | Jegyzőkönyv                              | Jegyzőkönyv  | Jegyzőkönyv                                                                        |
| --- | ------------ | ---------------------------------------- | ------------ | ---------------------------------------------------------------------------------- |
| | Strauss Mann | Kapusok                                  | Patrik Rybár | Játékvezetők: Tobias Björk Roman Gofman Vonalbírók: Dustin McCrank Nyikita Salagin |
| \| \| 0–1 \| 11:45 – Slafkovský (Čerešňák, Regenda) \| \| Abruzzese (Beniers, Kampfer) – 19:14 \| 1–1 \| \| \| Hentges (Perbix, Smith) – 28:56 \| 2–1 \| \| \| \| 2–2 \| 59:16 – Hrivík (Čajkovský, Hudáček) (EA) \| |              |                                          |              | Játékvezetők: Tobias Björk Roman Gofman Vonalbírók: Dustin McCrank Nyikita Salagin |
| Brisson Farrell Knies Smith Miele | Szétlövés    | Hudáček Čajkovský Krištof Cehlárik       |              | Játékvezetők: Tobias Björk Roman Gofman Vonalbírók: Dustin McCrank Nyikita Salagin |
| 2 perc | Büntetések   | 10 perc                                  |              | Játékvezetők: Tobias Björk Roman Gofman Vonalbírók: Dustin McCrank Nyikita Salagin |
| 35 | Lövések      | 37                                       |              | Játékvezetők: Tobias Björk Roman Gofman Vonalbírók: Dustin McCrank Nyikita Salagin |
| | 0–1          | 11:45 – Slafkovský (Čerešňák, Regenda)   |              | Játékvezetők: Tobias Björk Roman Gofman Vonalbírók: Dustin McCrank Nyikita Salagin |
| Abruzzese (Beniers, Kampfer) – 19:14 | 1–1          |                                          |              | Játékvezetők: Tobias Björk Roman Gofman Vonalbírók: Dustin McCrank Nyikita Salagin |
| Hentges (Perbix, Smith) – 28:56 | 2–1          |                                          |              |                                                                                    |
| | 2–2          | 59:16 – Hrivík (Čajkovský, Hudáček) (EA) |              |                                                                                    |

Elődöntő
| 2022. február 18. 12:10 (5:10) | Finnország (FIN) | 2–0 (1–0, 0–0, 1–0) | Szlovákia (SVK) | Beijing National Indoor Stadium, Peking Nézőszám: 1071 |

| Jegyzőkönyv | Jegyzőkönyv  | Jegyzőkönyv | Jegyzőkönyv  | Jegyzőkönyv                                                                           |
| --- | ------------ | ----------- | ------------ | ------------------------------------------------------------------------------------- |
| | Harri Säteri | Kapusok     | Patrik Rybár | Játékvezetők: Tobias Björk Jevgenyij Romaszko Vonalbírók: Gleb Lazarev Dustin McCrank |
| \| Manninen (Lindbohm, Vatanen) – 15:58 \| 1–0 \| \| \| Pesonen (Hartikainen, Pokka) (ENG) – 59:21 \| 2–0 \| \| |              |             |              | Játékvezetők: Tobias Björk Jevgenyij Romaszko Vonalbírók: Gleb Lazarev Dustin McCrank |
| 0 perc | Büntetések   | 6 perc      |              | Játékvezetők: Tobias Björk Jevgenyij Romaszko Vonalbírók: Gleb Lazarev Dustin McCrank |
| 27 | Lövések      | 28          |              | Játékvezetők: Tobias Björk Jevgenyij Romaszko Vonalbírók: Gleb Lazarev Dustin McCrank |
| Manninen (Lindbohm, Vatanen) – 15:58                                                                            | 1–0          |             |              | Játékvezetők: Tobias Björk Jevgenyij Romaszko Vonalbírók: Gleb Lazarev Dustin McCrank |
| Pesonen (Hartikainen, Pokka) (ENG) – 59:21                                                                      | 2–0          |             |              | Játékvezetők: Tobias Björk Jevgenyij Romaszko Vonalbírók: Gleb Lazarev Dustin McCrank |

Bronzmérkőzés
| 2022. február 19. 21:10 (14:10) | Svédország (SWE) | 0–4 (0–0, 0–2, 0–2) | Szlovákia (SVK) | Beijing National Indoor Stadium, Peking Nézőszám: 1229 |

| Jegyzőkönyv | Jegyzőkönyv    | Jegyzőkönyv                         | Jegyzőkönyv  | Jegyzőkönyv                                                                            |
| --- | -------------- | ----------------------------------- | ------------ | -------------------------------------------------------------------------------------- |
| | Lars Johansson | Kapusok                             | Patrik Rybár | Játékvezetők: Oliver Gouin Jevgenyij Romaszko Vonalbírók: Gleb Lazarev Nyikita Salagin |
| \| \| 0–1 \| 23:17 – Slafkovský (Čerešňák) \| \| \| 0–2 \| 32:47 – Takáč (Regenda) (PP) \| \| \| 0–3 \| 58:26 – Slafkovský (Cehlárik) (ENG) \| \| \| 0–4 \| 58:46 – Regenda (ENG) \| |                |                                     |              | Játékvezetők: Oliver Gouin Jevgenyij Romaszko Vonalbírók: Gleb Lazarev Nyikita Salagin |
| 6 perc | Büntetések     | 4 perc                              |              | Játékvezetők: Oliver Gouin Jevgenyij Romaszko Vonalbírók: Gleb Lazarev Nyikita Salagin |
| 28 | Lövések        | 43                                  |              | Játékvezetők: Oliver Gouin Jevgenyij Romaszko Vonalbírók: Gleb Lazarev Nyikita Salagin |
| | 0–1            | 23:17 – Slafkovský (Čerešňák)       |              | Játékvezetők: Oliver Gouin Jevgenyij Romaszko Vonalbírók: Gleb Lazarev Nyikita Salagin |
| | 0–2            | 32:47 – Takáč (Regenda) (PP)        |              | Játékvezetők: Oliver Gouin Jevgenyij Romaszko Vonalbírók: Gleb Lazarev Nyikita Salagin |
| | 0–3            | 58:26 – Slafkovský (Cehlárik) (ENG) |              | Játékvezetők: Oliver Gouin Jevgenyij Romaszko Vonalbírók: Gleb Lazarev Nyikita Salagin |
| | 0–4            | 58:46 – Regenda (ENG)               |              |                                                                                        |

| Csapat          | Helyezés                 |
| --------------- | ------------------------ |
| Szlovákia (SVK) | 3. helyezett, bronzérmes |

## Sífutás
Távolsági
Férfi
| Versenyző    | Versenyszám | Klasszikus | Klasszikus | Szabad  | Szabad | Összesen  | Összesen |
| Versenyző    | Versenyszám | Idő        | Hely.      | Idő     | Hely.  | Idő       | Helyezés |
| ------------ | ----------- | ---------- | ---------- | ------- | ------ | --------- | -------- |
| Peter Mlynár | 15 km       |            |            |         |        | 42:49,9   | 58.      |
| Ján Koristek | 30 km       | 44:06,1    | 51.        | 40:54,9 | 32.    | 1:25:38,7 | 45.      |
| Ján Koristek | 50 km       |            |            |         |        | 1:17:26,0 | 40.      |

Női
| Versenyző          | Versenyszám | Idő     | Helyezés |
| ------------------ | ----------- | ------- | -------- |
| Alena Procházková  | 10 km       | 33:18,2 | 65.      |
| Barbora Klementová | 10 km       | 34:59,2 | 77.      |
| Kristína Sivoková  | 10 km       | 36:12,6 | 81.      |

Sprint
| Versenyző          | Versenyszám       | Selejtező | Selejtező | Negyeddöntő | Negyeddöntő | Elődöntő | Elődöntő | Döntő   | Helyezés |
| Versenyző          | Versenyszám       | Idő       | Hely.     | Idő         | Hely.       | Idő      | Hely.    | Idő     | Helyezés |
| ------------------ | ----------------- | --------- | --------- | ----------- | ----------- | -------- | -------- | ------- | -------- |
| Alena Procházková  | Női egyéni sprint | 3:36,84   | 63.       | kiesett     | kiesett     | kiesett  | kiesett  | kiesett | 63.      |
| Barbora Klementová | Női egyéni sprint | 3:34,87   | 57.       | kiesett     | kiesett     | kiesett  | kiesett  | kiesett | 57.      |
| Kristína Sivoková  | Női egyéni sprint | 3:46,25   | 72.       | kiesett     | kiesett     | kiesett  | kiesett  | kiesett | 72.      |

## Snowboard
Akrobatika
Női
| Versenyző       | Versenyszám | Selejtező  | Selejtező  | Selejtező  | Selejtező     | Selejtező  | Döntő    | Döntő    | Döntő    | Döntő         | Helyezés |
| Versenyző       | Versenyszám | 1. futam   | 2. futam   | 3. futam   | Jobb eredmény | Hely.      | 1. futam | 2. futam | 3. futam | Jobb eredmény | Helyezés |
| --------------- | ----------- | ---------- | ---------- | ---------- | ------------- | ---------- | -------- | -------- | -------- | ------------- | -------- |
| Klaudia Medlová | Big air     | 62,25      | 51,00      | 29,75      | 113,25        | 16.        | kiesett  | kiesett  | kiesett  | kiesett       | kiesett  |
| Klaudia Medlová | Slopestyle  | nem indult | nem indult | nem indult | nem indult    | nem indult | kiesett  | kiesett  | kiesett  | kiesett       | kiesett  |

## Szánkó
| Versenyző                 | Versenyszám | 1. futam | 1. futam | 2. futam | 2. futam | 3. futam | 3. futam | 4. futam | 4. futam | Összesítés | Összesítés |
| Versenyző                 | Versenyszám | Idő      | Hely.    | Idő      | Hely.    | Idő      | Hely.    | Idő      | Hely.    | Idő        | Helyezés   |
| ------------------------- | ----------- | -------- | -------- | -------- | -------- | -------- | -------- | -------- | -------- | ---------- | ---------- |
| Jozef Ninis               | Férfi egyes | 58,205   | 18.      | 58,764   | 19.      | 58,856   | 23.      | kiesett  | kiesett  | 2:55,825   | 21.        |
| Marián Skupek             | Férfi egyes | 58,956   | 26.      | 58,976   | 23.      | 59,051   | 27.      | kiesett  | kiesett  | 2:56,983   | 26.        |
| Tomáš Vaverčák Matej Zmij | Kettes      | 1:00,138 | 15.      | 59,704   | 13.      |          |          |          |          | 1:59,842   | 13.        |
| Katarína Šimoňáková       | Női egyes   | 1:00,124 | 27.      | 59,851   | 24.      | 59,761   | 26.      | kiesett  | kiesett  | 2:59,736   | 25.        |

| Versenyző                                                   | Versenyszám  | Női      | Női   | Férfi    | Férfi | Kettes        | Kettes        | Összesítés    | Összesítés    |
| Versenyző                                                   | Versenyszám  | Idő      | Hely. | Idő      | Hely. | Idő           | Hely.         | Idő           | Helyezés      |
| ----------------------------------------------------------- | ------------ | -------- | ----- | -------- | ----- | ------------- | ------------- | ------------- | ------------- |
| Katarína Šimoňáková Jozef Ninis Tomáš Vaverčák / Matej Zmij | Vegyes váltó | 1:01,579 | 11.   | 1:02,338 | 8.    | nem ért célba | nem ért célba | nem ért célba | nem ért célba |